# Шунич, Марко
Марко Шунич (босн. Marko Šunjić, 1927, Мостар — 30 марта 1998, Сараево) — боснийский историк, медиевист, член Академии наук и искусств Боснии и Герцеговины (АНУ БиГ). Он родился в Родоче, недалеко от Мостара.
Получив начальное и среднее образование, он изучал историю на философском факультете в Сараево. Окончил его в 1955 году. Он работал на том же факультете на кафедре Средних веков под руководством академика Анто Бабича. В 1964 году он защитил докторскую диссертацию на философском факультете Сараевского университета на тему «Становление и организация венецианской власти в Далмации в XV веке». Он завершил все университетские курсы по всеобщей истории Средних веков. Он был членом Академии наук и искусств Боснии и Герцеговины и Хорватского общества наук и искусств. Он был президентом Общества историков Боснии и Герцеговины, редактором исторического журнала «Yearbook of the Society of Historians of Bosnia and Herzegovina» и журнала по культуре «Papers of the Croatian Society for Science and Art». Он был членом редколлегий Института истории и журнала «Review» в Сараево и «Most» в Мостаре.
Предметом исследования Марко Шунича являлась история Боснии и Далмации в средние века, а также общая история раннего средневековья в Боснии. Он опубликовал четыре книги и около 100 научных и профессиональных статей, обзоров и ретроспектив.